# Arion subfuscus
Loche roussâtre
Espèce
Arion subfuscus, la Loche roussâtre (nom scientifique français officiel depuis 2010), est une espèce de limaces appartenant à la famille des Arionidae.

## Dénominations
- Nom scientifique valide : Arion subfuscus (Draparnaud, 1805)[1],
- Nom normalisé : Loche roussâtre, depuis 2010[2],
- Autres noms vulgaires (vulgarisation scientifique) : Loche sombre, Limace brune[3],[4], Arion roux, Limace rousse, Limace sombre[5], Arion brunâtre[6].

## Description
- Longueur : 7 à 7,5 cm.
- Description de Louis Germain : animal allongé, corps et bouclier d’un brun assez foncé, jaune, orangé ou châtain, avec une bande noire de chaque côté ; pied blanchâtre bordé de gris clair avec linéoles noires ; mucus jaune plus ou moins vif.

Son mucus a servi de base d'inspiration à une colle extrêmement résistante et biocompatible aux tissus mouillés comme secs.

## Répartition
Assez commune presque partout en France métropolitaine, absente de Corse.

## Source
- Louis Germain (1913). Mollusques de la France et des régions voisines, tome deuxième, Gastéropodes pulmonés et prosobranches terrestres et fluviatiles. Octave Doin et fils, étidteurs (Paris).